# Savukoski
Savukoski este o comună din Finlanda.